# Asbel Kiprop
Pour les articles homonymes, voir Kiprop.
Asbel Kebenei Kiprop (né le 30 juin 1989 à Kaptinga près d'Eldoret dans le district de Uasin Gishu) est un athlète kényan spécialiste du demi-fond, et plus particulièrement du 1 500 m. Sacré champion olympique sur la distance en 2008, il remporte trois titres de champion du monde, en 2011 à Daegu, en 2013 à Moscou et en 2015 à Pékin.

## Biographie
Né dans le village de Kaptinga, à 20 km d'Eldoret au Kenya, Asbel Kiprop est le fils de David Kebenei, également coureur de 1 500 m qui termina quatrième des Jeux africains de 1987. 
En début de saison 2007, Asbel Kiprop remporte la course individuelle junior des Championnats du monde de cross-country de Mombasa, et permet par ailleurs à l'équipe du Kenya de monter sur la plus haute marche du podium au titre du classement par équipes. Vainqueur en juillet du 1 500 m des Jeux africains de 2007 d'Alger, vingt après son père, il termine quelques semaines plus tard au pied du podium des Championnats du monde d'Osaka, établissant en 3 min 35 s 24 la meilleure performance de sa carrière sur 1 500 m. 

### Champion olympique (2008)
Lors des Championnats d'Afrique d'athlétisme 2008 d'Addis-Abeba, le Kényan termine respectivement 3e du 800 m et 4e du 1 500 m. Sélectionné dans l'équipe du Kenya lors des Jeux olympiques d'été de 2008, Kiprop termine deuxième de la finale du 1 500 m derrière Rachid Ramzi. Contrôlé positif, le Bahreïnien est déchu de son titre olympique le 18 novembre 2009. En conséquence, Asbel Kiprop récupère la médaille d'or.
En 2009, Asbel Kiprop subit une désillusion lors des Championnats du monde de Berlin en ne terminant que quatrième de la finale du 1 500 mètres, comme à Osaka deux ans plus tôt, à vingt-sept centièmes de secondes de Bernard Lagat, médaillé de bronze. Aligné par ailleurs sur 800 m, il quitte la compétition dès les demi-finales.

### Premier titre de champion du monde (2011)
Le 1er août 2010 à Nairobi, le Kényan s'adjuge, sur 1 500 m, son premier titre de champion d'Afrique. Devançant de dix-neuf centièmes le Marocain Amine Laalou, il établit un nouveau record des championnats avec le temps de 3 min 36 s 19. Le 27 août, Asbel Kiprop remporte le Mémorial Van Damme de Bruxelles, dernière étape de la Ligue de diamant 2010, en réalisant son meilleur chronomètre de l'année en 3 min 32 s 18. Il termine en tête du classement général avec 22 points, devant son compatriote Augustine Choge.
En août 2011, il décroche la médaille d'or du 1 500 mètres lors des Championnats du monde de Daegu dans le temps de 3 min 35 s 69, devançant son compatriote Silas Kiplagat, et l'Américain Matthew Centrowitz. Après les mondiaux, il réalise la meilleure performance mondiale de la saison en remportant le meeting de Rieti en 3 min 30 s 46.
En juillet 2012 il remporte le 1 500 m du meeting Herculis de Monaco en 3 min 28 s 88, établissant par la même occasion la meilleure performance mondiale de la saison, et devenant ainsi le 5e meilleur performeur mondial de tous les temps sur la distance. Il participe au 1 500 m des Jeux olympiques de 2012, à Londres,  mais ne se classe que 12e et dernier de la finale.

### Deuxième titre mondial (2013)
Lors des championnats du monde 2013, à Moscou, il conserve son titre du 1 500 mètres en s’imposant dans le temps de 3 min 36 s 28, devant l'Américain Matthew Centrowitz et le Sud-Africain Johan Cronje.
En 2014, il remporte la médaille d'or du relais 4 × 1 500 mètres lors des premiers relais mondiaux de l'IAAF, à Nassau aux Bahamas, en compagnie de Collins Cheboi, Silas Kiplagat et James Magut. L'équipe du Kenya, qui devance les États-Unis et l'Éthiopie, améliore de près de 14 secondes le record du monde en 14 min 22 s 22. Médaillé d'argent des championnats d'Afrique à Marrakech, derrière le Djiboutien Ayanleh Souleiman, il se classe deuxième de la coupe continentale et deuxième du classement général de la Ligue de diamant 2014.

### Troisième titre mondial (2015), déception aux Jeux de Rio (2016)
Le 17 juillet 2015 à Monaco à l'occasion du Meeting Herculis, il remporte la course sur 1 500 m avec à la clé un nouveau record personnel en 3 min 26 s 69. Il devient alors le troisième meilleur performeur mondial de tous les temps, derrière Le Marocain Hicham El Guerrouj et l'Américain Bernard Lagat.
Le 30 août 2015, Asbel Kiprop remporte un troisième titre mondial d'affilée en s'imposant en finale des championnats du monde de Pékin en 3 min 34 s 40 s, devant son compatriote Elijah Manangoi et le Marocain Abdalaati Iguider.
En 2016, Asbel Kiprop s'adjuge son troisième trophée de la Ligue de diamant en s'imposant à trois reprises à Doha, Birmingham où il établit son meilleur temps de la saison en 3 min 29 s 33, et Oslo, et en terminant par ailleurs troisième de la finale à Bruxelles. Pourtant, malgré son statut de favori pour le titre du 1 500 m des Jeux olympiques de 2016, à Rio de Janeiro, il ne se classe que sixième de la finale disputée dans un train lent.

### Affaire de dopage (2018)
Le 2 mai 2018, il est annoncé dans les médias qu'Asbel Kiprop aurait été contrôlé positif à l'EPO lors d'un contrôle hors compétition en novembre 2017. Niant les faits, l'athlète espère prouver qu'il est propre. Celui-ci explique avoir donné de l'argent après le contrôle, sans en savoir la raison. Le 4 mai, l'AIU confirme que l'échantillon B du kényan est également positif à l'EPO,. Les réactions dans le monde de l'athlétisme sont nombreuses, notamment celles de son adversaire Nick Willis, 2e aux Jeux olympiques de 2008 derrière Kiprop, qui fait part de sa « frustration ». De nombreux doutes sont également portés à l'encontre de son agent, Federico Rosa, dont de nombreux athlètes kenyans ont été suspendus pour dopage : Jemima Sumgong, Rita Jeptoo,,.
Le 20 avril 2019 Asbel Kiprop écope d’une peine de quatre ans de suspension. 

## Palmarès
| Date | Compétition                    | Lieu             | Résultat | Épreuve       | Temps          |
| ---- | ------------------------------ | ---------------- | -------- | ------------- | -------------- |
| 2007 | Championnats du monde de cross | Mombasa          | 1er      | Course junior |                |
| 2007 | Jeux africains                 | Alger            | 1er      | 1 500 m       | 3 min 38 s 97  |
| 2007 | Championnats du monde          | Osaka            | 4e       | 1 500 m       | 3 min 35 s 24  |
| 2008 | Championnats d'Afrique         | Addis-Abeba      | 3e       | 800 m         | 1 min 46 s 02  |
| 2008 | Championnats d'Afrique         | Addis-Abeba      | 4e       | 1 500 m       |                |
| 2008 | Jeux olympiques                | Pékin            | 1er      | 1 500 m       | 3 min 33 s 11  |
| 2008 | Finale mondiale                | Stuttgart        | 2e       | 1 500 m       | 3 min 37 s 93  |
| 2009 | Championnats du monde          | Berlin           | 4e       | 1 500 m       | 3 min 36 s 47  |
| 2010 | Championnats d'Afrique         | Nairobi          | 1er      | 1 500 m       | 3 min 36 s 19  |
| 2010 | Ligue de diamant               | Ligue de diamant | 1er      | 1 500 m       | détails        |
| 2011 | Championnats du monde          | Daegu            | 1er      | 1 500 m       | 3 min 35 s 69  |
| 2011 | Ligue de diamant               | Ligue de diamant | 2e       | 1 500 m       | détails        |
| 2012 | Jeux olympiques                | Londres          | 12e      | 1 500 m       | 3 min 43 s 83  |
| 2013 | Championnats du monde          | Moscou           | 1er      | 1 500 m       | 3 min 36 s 28  |
| 2014 | Relais mondiaux de l'IAAF      | Nassau           | 1er      | 4 × 1 500 m   | 14 min 22 s 22 |
| 2014 | Championnats d'Afrique         | Marrakech        | 2e       | 1 500 m       | 3 min 42 s 58  |
| 2014 | Coupe continentale             | Marrakech        | 2e       | 1 500 m       | 3 min 49 s 10  |
| 2014 | Ligue de diamant               | Ligue de diamant | 4e       | 800 m         | détails        |
| 2014 | Ligue de diamant               | Ligue de diamant | 2e       | 1 500 m       | détails        |
| 2015 | Championnats du monde          | Pékin            | 1er      | 1 500 m       | 3 min 34 s 40  |
| 2015 | Ligue de diamant               | Ligue de diamant | 1er      | 1 500 m       | détails        |
| 2016 | Jeux olympiques                | Rio de Janeiro   | 6e       | 1 500 m       | 3 min 50 s 87  |
| 2016 | Ligue de diamant               | Ligue de diamant | 1er      | 1 500 m       | détails        |
| 2017 | Championnats du monde          | Londres          | 9e       | 1 500 m       | 3 min 37 s 24  |
| 2017 | Ligue de diamant               | Ligue de diamant | 8e       | 800 m         | 1 min 49 s 85  |

## Records

### Records personnels
| Épreuve | Performance   | Lieu   | Date            |
| ------- | ------------- | ------ | --------------- |
| 800 m   | 1 min 43 s 15 | Monaco | 22 juillet 2011 |
| 1 500 m | 3 min 26 s 69 | Monaco | 17 juillet 2015 |
| Mile    | 3 min 48 s 50 | Eugene | 6 juillet 2009  |
| 3 000 m | 7 min 42 s 32 | Turin  | 8 juin 2007     |

### Meilleures performances par année
| Année | Temps         | Date              | Lieu       | Rang |
| ----- | ------------- | ----------------- | ---------- | ---- |
| 2007  | 3 min 37 s 24 | 29 août 2007      | Osaka      | 33   |
| 2008  | 3 min 31 s 64 | 11 juillet 2008   | Rome       | 3    |
| 2009  | 3 min 31 s 20 | 10 juillet 2009   | Rome       | 4    |
| 2010  | 3 min 31 s 78 | 29 août 2010      | Rieti      | 8    |
| 2011  | 3 min 30 s 46 | 10 septembre 2011 | Rieti      | 1    |
| 2012  | 3 min 28 s 88 | 20 juillet 2012   | Monaco     | 1    |
| 2013  | 3 min 27 s 72 | 19 juillet 2013   | Monaco     | 1    |
| 2014  | 3 min 28 s 45 | 18 juillet 2014   | Monaco     | 2    |
| 2015  | 3 min 26 s 69 | 17 juillet 2015   | Monaco     | 1    |
| 2016  | 3 min 29 s 33 | 5 juin 2016       | Birmingham | 1    |